# マッカ州
マッカ州（マッカしゅう、アラビア語: منطقة مكة المكرمة）は、サウジアラビアの州。
サウジアラビアの西部に位置し、紅海に沿って長い海岸線を有している。面積は164,000 km²、人口は7,769,994人（2022年国勢調査）。人口はリヤド州に次いで国内の州で2番目に多い。州都はイスラム教最大の聖地であるメッカ（マッカ）、最大都市は港湾都市のジッダ。州知事は第3代国王ファイサルの息子のハーリド・ビン・ファイサル王子である。

## 隣接州
- マディーナ州
- リヤード州
- アスィール州
- バーハ州

## 行政区域

マッカ州の県

- Al Jumum
- Al Kamil
- フルマ(Al Khurmah)
- アルリス(Al-Lith)
- クンフィダ(Al Qunfidhah)
- ターイフ
- ジッダ(Jeddah)
- クライス(Khulays)
- メッカ
- ラービグ(Rabigh)
- Ranyah
- Turubah